# Messier 85
Messier 85 (M85) även känd som NGC 4382, är en linsformad galax i stjärnbilden Berenikes hår (elliptisk galax enligt vissa författare ). Den upptäcktes 1781 av Pierre Méchain och infördes av Charles Messier  som nummer 85 i hans katalog och  är den nordligaste avvikaren från Virgohopen vilket upptäcktes 2004. 

## Egenskaper
Messier 85 befinner sig på ett avstånd av 60 miljoner ljusår och uppskattas ha en bredd av 125 000 ljusår.
M85 är extremt fattig på neutralt väte  och har en mycket komplex yttre struktur med skal och krusningar som tros ha orsakats av en sammanslagning med en annan galax för mellan 4 och 7 miljarder år sedan, samt en relativt ung (<3 miljarder år gammal) stjärnpopulation i dess mest centrala region, några av dem i en ring, som kan ha skapats av en sen stjärnexplosion.
Medan indirekta mätmetoder tyder på att Messier 85 bör innehålla ett centralt supermassivt svart hål på ca 100 miljoner solmassor, anger observationer av hastighetsspridning att galaxen helt kan sakna ett sådant. 
I Messier 85 upptäcktes den 20 december 1960 en supernova typ I som nådde en skenbar magnitud på 11,7. Galaxen har också varit värd för den första lysande röda nova som identifierats som sådan, M85 OT2006-1. Den upptäcktes den 7 januari 2006 och ägde rum i utkanten av galaxen. 
Den 25 juni 2020 upptäckte ATLAS-teleskopet på Hawaii i Messier 85 en supernova av typ Ia 2020nlb, som nådde en toppmagnitud på 15,7.

Messier 85 interagerar med den närliggande spiralgalaxen NGC 4394, och en liten elliptisk galax kallad MCG 3-32-38.

## Galleri

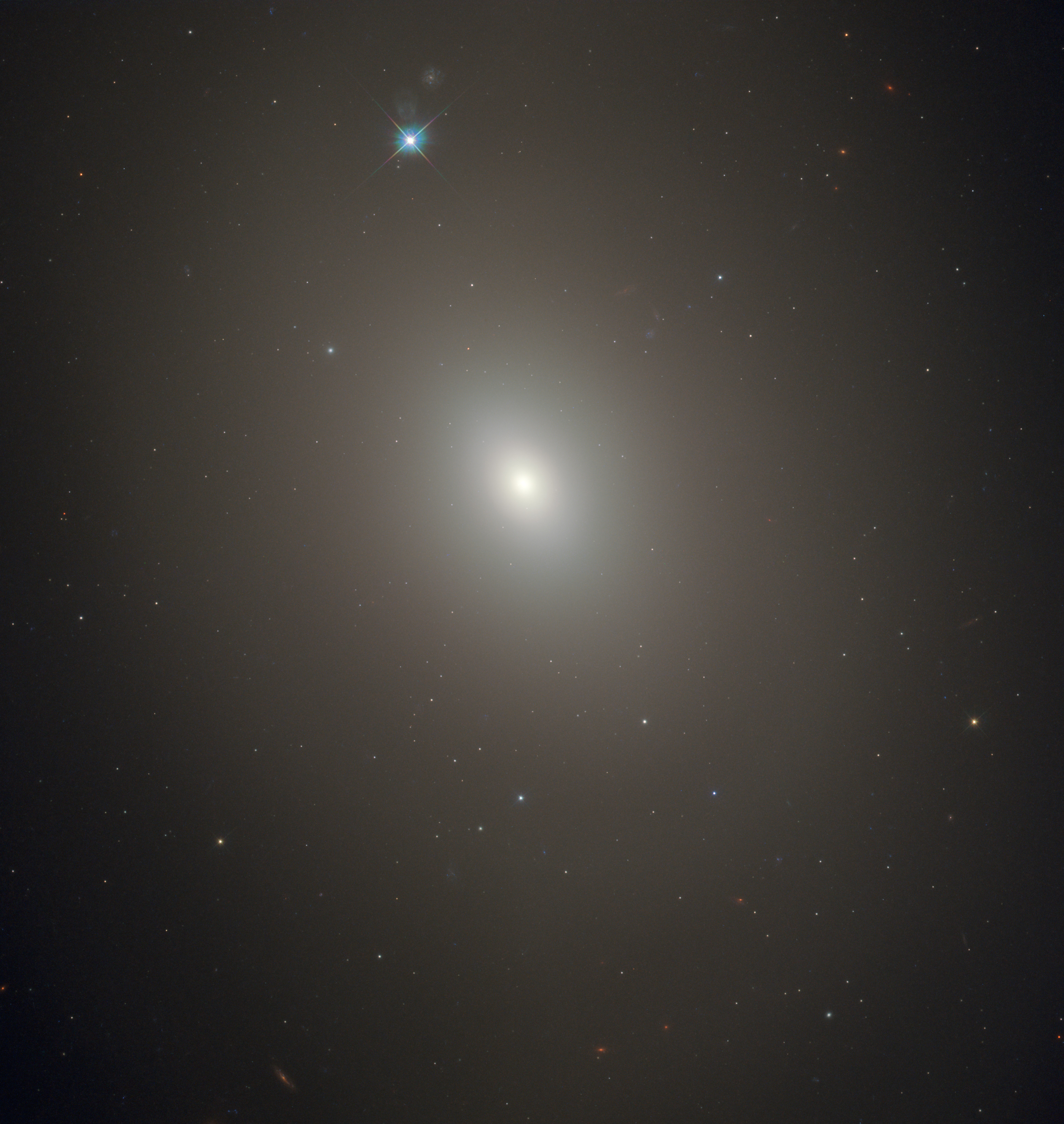
Messier 85:s proportioner ligger någonstans mellan linsformad och elliptisk galax.
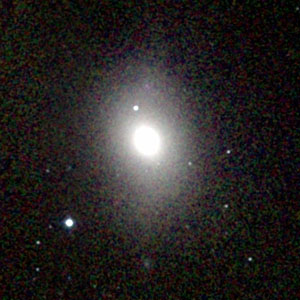
Messier 85
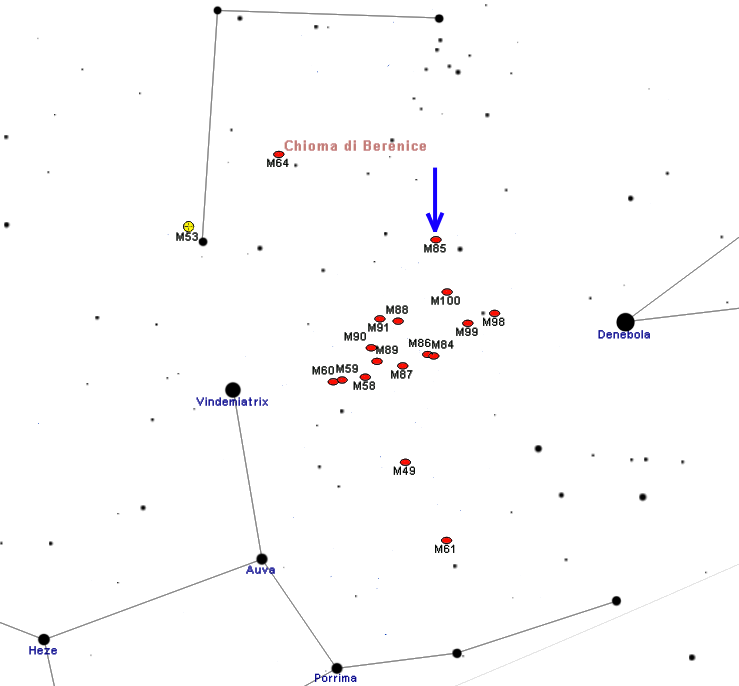
Karta över M85
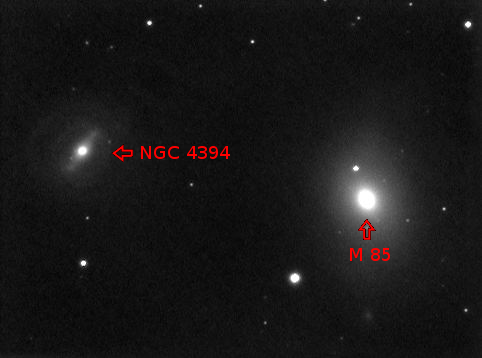
M85 och NGC 4394.
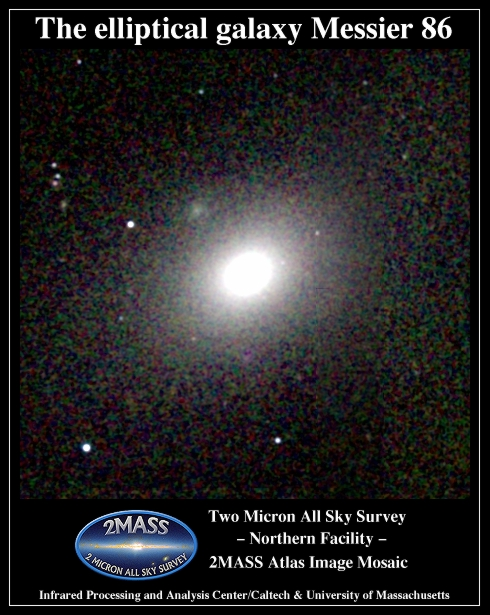
M86
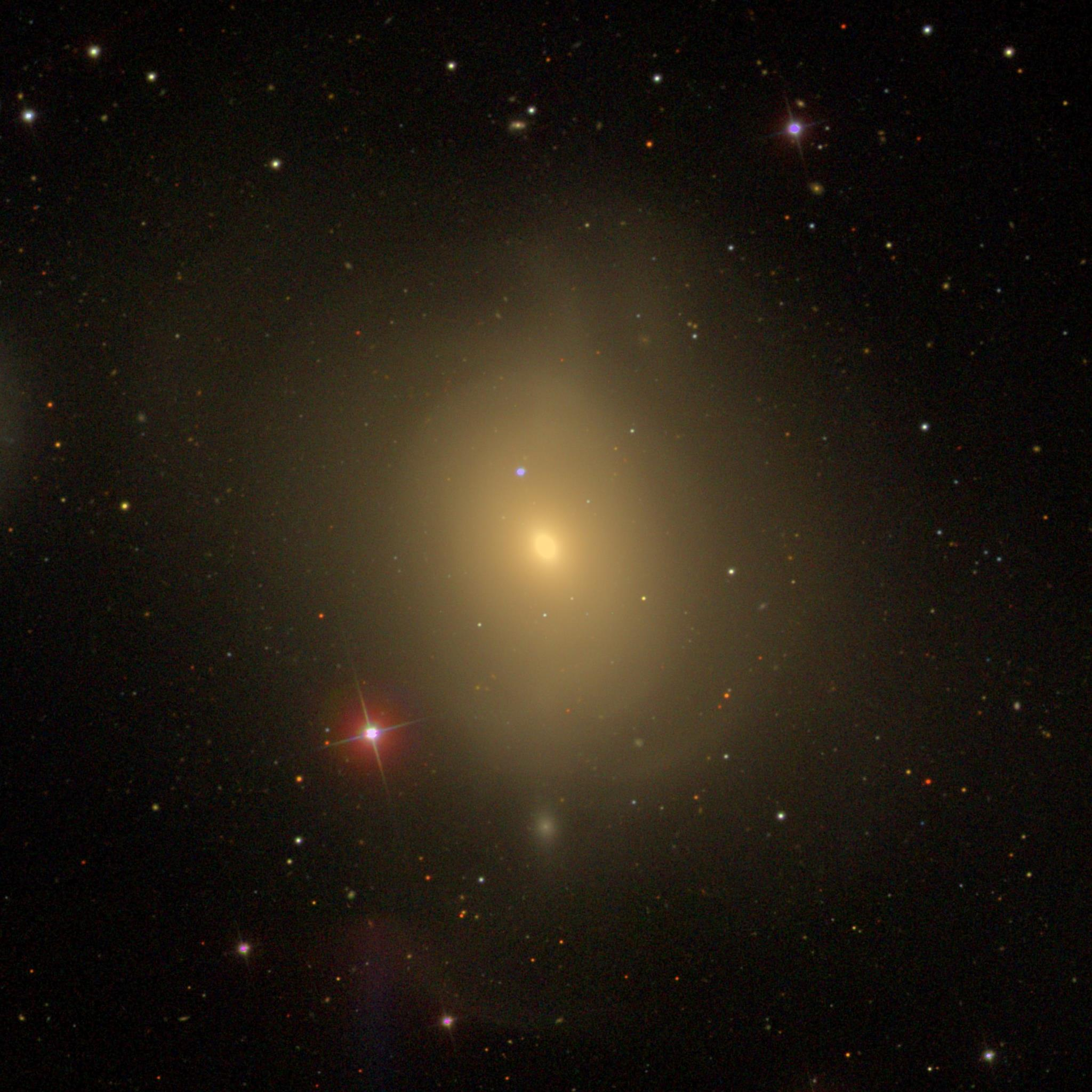
Panorama av M85 och SDSS DR14